# イリバ空港
イリバ空港は、チャドのワジ・フィラ州、イリバの近くに位置する公共利用の空港である。

## 関連記事
- チャドの空港の一覧